# Bernadeth Prentice
Beverly Prentice (sinh ngày 31 tháng 5 năm 1969) là một vận động viên đến từ Saint Kitts và Nevis.
Cô là thành viên của đội đầu tiên đại diện cho Saint Kitts và Nevis tại Thế vận hội Olympic khi cô thi đấu ở nội dung tiếp sức 4 x 100 mét và tiếp sức 4 x 400 mét tại Thế vận hội Mùa hè 1996. Đội không hoàn thành và đứng ở vị trí thứ bảy trong các sự kiện tương ứng và do đó không đủ điều kiện cho trận chung kết.